# Влакът трезор
„Влакът трезор“ (на английски: Money Train) е американски екшън филм от 1995 година, режисиран от Джоузеф Рубин, с участието на Уесли Снайпс, Уди Харелсън, Дженифър Лопес като нюйоркски транзитни ченгета и Робърт Блейк като шеф на желязо. След като е загубил работата си, характерът на Харелсън е завладяващ, а след това отнема „паричния влак“, който прибира събирани приходи от такси за нюйоркското метро от станциите на системата.

## Български дублажи

### Диема Вижън
| Озвучаващи артисти | Борис Чернев Николай Николов |

| Озвучаващи артисти | Христина Ибришимова Даниела Йорданова Симеон Владов Николай Николов Димитър Иванчев Стефан Сърчаджиев – Съра |

### bTV(2011)
| Озвучаващи артисти  | Ася Рачева Тодор Георгиев Илиян Пенев Стоян Алексиев Христо Узунов |
| Преводач            | Полина Николова                                                    |
| Тонрежисьор         | Наско Кашаров                                                      |
| Режисьор на дублажа | Албена Павлова                                                     |